# Florian Karlheim

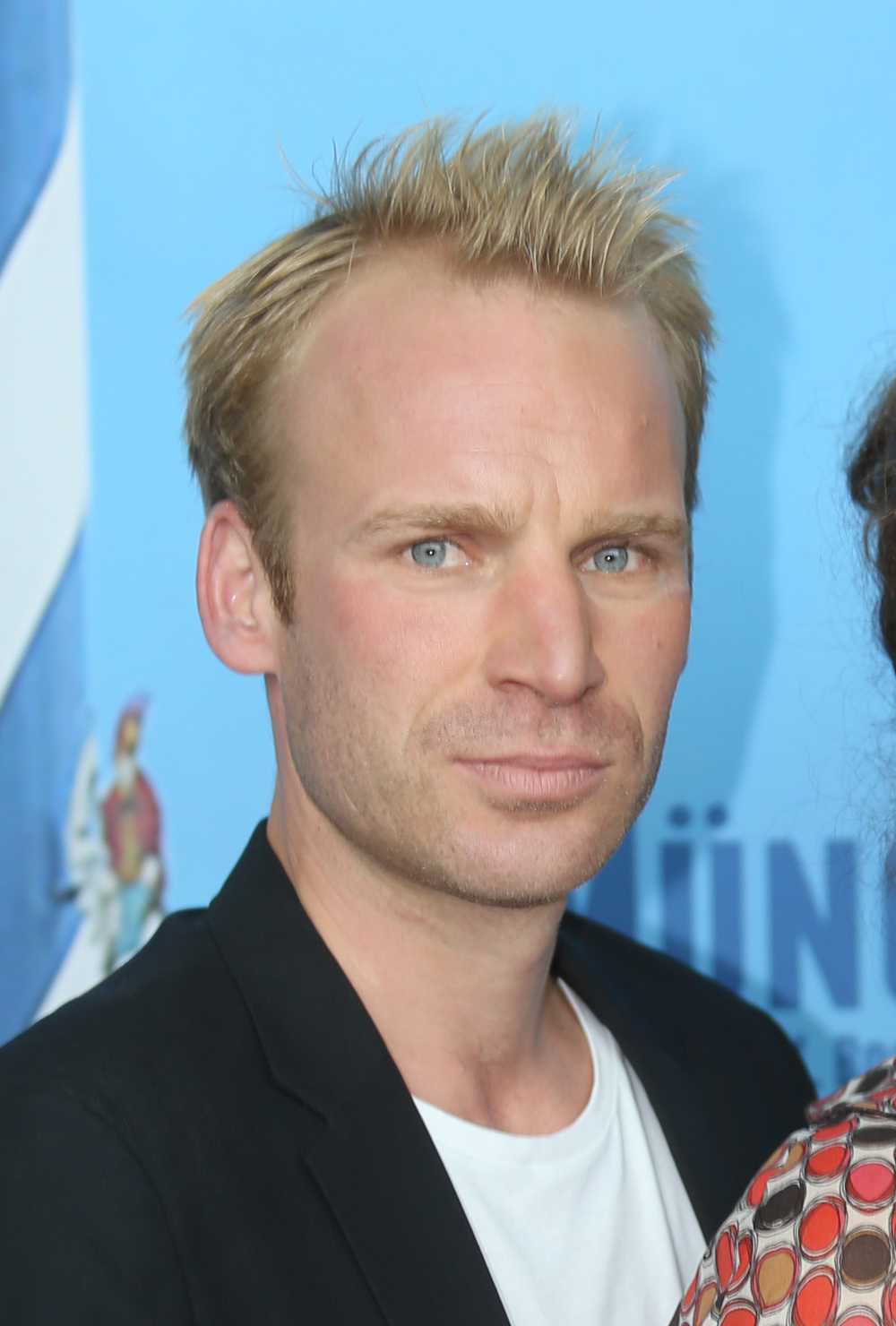
Florian Karlheim (Sept. 2014)

Florian Karlheim (* 24. Dezember 1976 in München) ist ein deutscher Schauspieler.

## Leben
Noch während seiner Schulzeit begann Karlheim bei der Serie Marienhof zu spielen. Sechs Jahre lang spielte er in der ARD-Vorabendserie die Rolle des Olli Ebert, bevor er sich 2000 aus dem Marienhof verabschiedete.
2002 besetzte ihn Franz Xaver Bogner erstmals in seiner TV-Serie Café Meineid. In der Episode Der Sheriff von Giesing spielte er den „Picasso“.
Zwei Jahre später übernahm Florian Karlheim in Franz Xaver Bogners Serie München 7 die Rolle des Felix Kandler, genannt „Fexer“, einem jungen Polizisten aus München-Neuperlach, der sich hier nicht nur gegen seinen neuen Partner Xaver Bartl (gespielt von Andreas Giebel), sondern auch gegen seine Vergangenheit als Kleinkrimineller und Glücksspieler behaupten muss. Diese Polizistenserie des BR, die neben Karlheim und Giebel auch die Stadt München als Hauptrolle hat, gilt in vielen Kreisen als Kult und reiht sich damit in die Liste der erfolgreichen Produktionen, wie etwa Irgendwie und Sowieso, Zur Freiheit oder Café Meineid von Franz Xaver Bogner ein.
2007 schlüpfte Florian Karlheim für eine Gastrolle im Kinofilm Stellungswechsel von Maggie Peren wieder in die Polizeiuniform. Im Jahr 2009 drehte Karlheim den Fernsehfilm Sau Nummer vier, welcher vorab auf dem Filmfest München lief, ehe er im Herbst 2010 im BR zu sehen war. Neben Florian Karlheim spielt Johanna Bittenbinder die Hauptrolle.
Am 13. Dezember 2010 war Karlheim im ZDF in der Krimiserie SOKO 5113 in einer Episodenrolle in der Folge Nur fünf Minuten zu sehen.
In der Folge 196 Ruhe in Frieden der Die Rosenheim-Cops (Erstausstrahlung 2010) war Karlheim im ZDF als Georg Staudinger, Sohn des Mordopfers Louise Staudinger, zu sehen.
Im ARD Radio Tatort tritt er ebenfalls als Polizist auf. In den vom BR produzierten Folgen spricht er den Polizeiobermeister Rudi Egger.

## Filmografie (Auswahl)
- 1995–2000: Marienhof
- 2002: Café Meineid
- 2002: Polizeiruf 110: Um Kopf und Kragen
- 2002: Joshua
- 2004–2016: München 7
- 2007: Stellungswechsel
- 2008: Die Rosenheim-Cops – Eine tödliche Partie
- 2008: Sturm der Liebe
- 2009–2011: Der Kaiser von Schexing
- 2010: SOKO 5113 – Nur fünf Minuten
- 2010: Die Rosenheim-Cops – Ruhe in Frieden
- 2010: Sau Nummer vier. Ein Niederbayernkrimi
- 2011: Sommer in Orange
- 2012: Obendrüber, da schneit es
- 2012: Tatort: Ein neues Leben
- 2013: Paradies 505. Ein Niederbayernkrimi
- 2013: Die Unbeugsame
- 2014: Julia und der Offizier
- 2015: Obendrüber die Sonne
- 2015: SOKO 5113 – Warmes Bier geht nicht
- 2015: Der Alte – die Gunst der Stunde
- 2016: Was im Leben zählt
- 2016: Eine unerhörte Frau
- 2016: Tatort: Klingelingeling
- 2017: Friesland: Irrfeuer
- 2017: Zwei Herren im Anzug
- 2017: Polizeiruf 110: Nachtdienst
- 2017: Über Land (Fernsehserie)
- 2018: Schwarzach 23 und der Schädel des Saatans
- 2019: München Mord: Leben und Sterben in Schwabing
- 2019: SOKO München – Ungleiche Brüder
- 2021: Kommissarin Lucas – Nürnberg (Fernsehreihe)
- 2021: An seiner Seite
- 2021: Polizeiruf 110: Frau Schrödingers Katze
- 2022: Zu jung zu sterben. Ein Krimi aus Passau (Fernsehreihe)
- 2022: Der Alte – Folge 449: Der Mondkönig
- 2022: Zimmer mit Stall – Über alle Berge (Fernsehreihe)
- 2024: Tatort: Trotzdem
- 2024: Polizeiruf 110: Jenseits des Rechts

## Hörspiele
- 2014: Robert Hültner: Wallfahrt – Regie: Ulrich Lampen (Radio-Tatort – BR)
- 2015: Robert Hültner: Schenja – Regie: Ulrich Lampen (Radio-Tatort – BR)